# ヨハネスブルグ (競走馬)
ヨハネスブルグ (Johannesburg) は、アイルランドの競走馬。馬名の由来は南アフリカ共和国の都市ヨハネスブルグから。2001年カルティエ賞およびエクリプス賞の最優秀2歳牡馬に選ばれ、引退後には種牡馬となった。2010年から日本で供用された。米国で残した産駒スキャットダディ（英：Scat Daddy）が種牡馬として大きな成功を収めた。

## 競走馬時代
2001年、2歳時の5月にデビュー戦を勝利すると、ノーフォークステークス (G3) ・アングルシーステークス (G3) と連勝。さらにフィーニクスステークス (G1) ・モルニ賞 (G1) ・ミドルパークステークス (G1) と欧州の2歳G1を3連覇。アメリカに渡り、ブリーダーズカップ・ジュヴェナイル (G1) に出走する。ここまでの6戦すべて1番人気だったが、初ダート・約2ハロンの距離延長などから3番人気となるもリペント (Repent) に1馬身4分の1差をつけて優勝。7戦7勝で2歳シーズンを終える。カルティエ賞・エクリプス賞最優秀2歳牡馬同時受賞はアラジ以来2頭目となる。
明けて2002年、3歳時はグラッドネスステークス (G3) からの始動となったが、リベリン (Rebelline) に短頭差の2着に敗れ連勝がストップする。次にアメリカへ渡りケンタッキーダービーに出走するも8着。さらにロイヤルアスコット開催のゴールデンジュビリーステークスに出走するも9着に敗れ、3歳時に1勝を挙げることもなく引退となった。

### 競走成績
| 出走日     | 競馬場             | 競走名                | 格 | 距離    | 着順 | 騎手             | 着差      | 1着（2着）馬       |
| ---------- | ------------------ | --------------------- | -- | ------- | ---- | ---------------- | --------- | ------------------ |
| 2001.05.30 | フェアリーハウス   | 未勝利                |    | 芝6f    | 1着  | M.キネーン       | 3 1/2馬身 | (Minaun Heights)   |
| 2001.06.21 | アスコット         | ノーフォークS         | G3 | 芝5f    | 1着  | M.キネーン       | 1 1/4馬身 | (Waterside)        |
| 2001.07.14 | カラ               | アングルシーS         | G3 | 芝6f63y | 1着  | M.キネーン       | 4馬身     | (Waiseman's Ferry) |
| 2001.08.12 | レパーズタウン     | フィーニクスS         | G1 | 芝6f    | 1着  | M.キネーン       | 5馬身     | (Miss Beabea)      |
| 2001.08.26 | ドーヴィル         | モルニ賞              | G1 | 芝1200m | 1着  | M.キネーン       | 1 1/2馬身 | (Zipping)          |
| 2001.10.04 | ニューマーケット   | ミドルパークS         | G1 | 芝6f    | 1着  | M.キネーン       | 3馬身     | (Zipping)          |
| 2001.10.27 | ベルモント         | BCジュヴェナイル      | G1 | D8.5f   | 1着  | M.キネーン       | 1 1/4馬身 | (Repent)           |
| 2002.04.07 | カラ               | グラッドネスS         | G3 | 芝7f    | 2着  | M.キネーン       | 短頭      | Rebelline          |
| 2002.05.04 | チャーチルダウンズ | ケンタッキーダービー  | G1 | D10f    | 8着  | G.スティーヴンス | 9馬身     | War Emblem         |
| 2002.06.22 | アスコット         | ゴールデンジュビリーS | G1 | 芝6f    | 9着  | M.キネーン       | 10馬身    | Malhub             |

## 種牡馬時代
引退後はアメリカとオーストラリアでシャトル種牡馬として供用される。産駒には、シャンペンステークス・フロリダダービー勝ち馬でアメリカで種牡馬としても成功したスキャットダディ(Scat Daddy) がいる。2009年10月5日に日本軽種馬協会が購入を発表し、2010年より日本で供用されることになった。
2013年になって国内供用後の初年度産駒がデビューすると、ホウライアキコ（デイリー杯2歳ステークス）、フクノドリーム（エーデルワイス賞）などをはじめとして、JRAおよび地方競馬で2歳戦を席巻。2歳リーディングで5位につけた。
同時に、各地のセリでも産駒の人気が急騰するが、種牡馬としての同馬の人気は供用2年目、3年目と急落しており（種付け数は、20～30頭前後）、セリに出される産駒が極端に少なく、価格が上昇する現象が顕著であった。各地のセリ会場では、「こんなことなら（自家の牝馬に種を）付けておくんだった…」という、生産者のボヤキの声が漏れているという。
これを受けて2014年の種付け数は153頭まで跳ね上がったものの2年目以降の産駒は芳しいものではなく、種付け数も再び減少に転じて2017年は34頭と以前の水準に戻った。
2019年をもって種牡馬引退、種牡馬引退後も引き続き日本軽種馬協会静内種馬場で繋養される。

### 主な産駒

#### GI級競走優勝馬
2004年生
- Scat Daddy / スキャットダディ（シャンペンステークス、フロリダダービー）
- Sageburg / セージバーグ（イスパーン賞）[2]
- Turffontein / ターフフォンテン（インヴィテーションステークス、ウィリアム・レイドステークス）

2006年生
- Once Were Wild / ワンスワーワイルド（AJCオークス）

2007年生
- Strapping Groom / ストラッピンググルーム（フォアゴーステークス）

2009年生
- Bamba Jane / バンバジェーン（サトゥルニノ・J・ウンセ大賞）[7]

2010年生
- Juahayna / フーハイナ[8]  （ポトランカス大賞、エストレジャス大賞ジュヴェナイルフィリーズ、1000ギニー大賞、エンリケ・アセバル大賞）

#### グレード制重賞優勝馬
日本調教馬のみ記載。
2011年生
- ホウライアキコ（小倉2歳ステークス、デイリー杯2歳ステークス）
- フクノドリーム（エーデルワイス賞）
- ネロ（京阪杯2回

2016年生
- ナムラカメタロー（佐賀記念）
- エイティーンガール（キーンランドカップ、京阪杯）

#### 地方重賞優勝馬
2011年生
- ニシノマリーナ（金の鞍賞、土佐春花賞、黒潮菊花賞）

2012年生
- エイシンアトロポス（佐賀ヴィーナスカップ）

2015年生
- カシノランペイジ（たんぽぽ賞）
- スターアイリス（土佐春花賞）

2016年生
- アンタエウス（新春ペガサスカップ、スプリングカップ）

2017年生
- ヨハネスボーイ（ブリーダーズゴールドジュニアカップ）

2022年生
- サンロックンロール（やまびこ賞）

#### その他
2013年生
- ヨシオ（ジャニュアリーステークス）

### ブルードメアサイアーとしての主な産駒

#### GI級競走優勝馬
2013年生
- Jet Setting / ジェットセッティング（愛1000ギニー）
- Seventh Heaven / セブンスヘヴン（愛オークス、ヨークシャーオークス）
- Collected / コレクテッド（パシフィッククラシックステークス）

2017年生
- Going to Vegas / ゴーイングトゥベガス（ロデオドライブステークス連覇）
- Swiss Skydiver / スイススカイダイバー（アラバマステークス、プリークネスステークス、ビホルダーマイルステークス）

2019年生
- Rattle N Roll / ラトルンロール（ブリーダーズフューチュリティステークス）
- Straight No Chaser / ストレイトノーチェイサー（ブリーダーズカップ・スプリント）

2022年生
- Gaming / ゲーミング（デルマーフューチュリティステークス）

### 地方重賞優勝馬
2020年生
- フクノユリディズ（飛山濃水杯）

2021年生
- クルマトラサン（ゴールドジュニア）

2022年生
- リケアマキアート（金の鞍賞）

## 血統表
| ヨハネスブルグの血統（ストームキャット系 / アウトブリード） | ヨハネスブルグの血統（ストームキャット系 / アウトブリード） | ヨハネスブルグの血統（ストームキャット系 / アウトブリード） | （血統表の出典） | （血統表の出典） |
| 父 *Hennessy 1993 栗毛                                      | 父の父Storm Cat 1983 黒鹿毛                                 | Storm Bird                                                  | Northern Dancer  | Northern Dancer  |
| 父 *Hennessy 1993 栗毛                                      | 父の父Storm Cat 1983 黒鹿毛                                 | Storm Bird                                                  | South Ocean      |                  |
| 父 *Hennessy 1993 栗毛                                      | 父の父Storm Cat 1983 黒鹿毛                                 | Terlingua                                                   | Secretariat      | Secretariat      |
| 父 *Hennessy 1993 栗毛                                      | 父の父Storm Cat 1983 黒鹿毛                                 | Terlingua                                                   | Crimson Saint    |                  |
| 父 *Hennessy 1993 栗毛                                      | 父の母Island Kitty 1976 栗毛                                | Hawaii                                                      | Utrillo          | Utrillo          |
| 父 *Hennessy 1993 栗毛                                      | 父の母Island Kitty 1976 栗毛                                | Hawaii                                                      | Ethane           |                  |
| 父 *Hennessy 1993 栗毛                                      | 父の母Island Kitty 1976 栗毛                                | T.C. Kitten                                                 | Tom Cat          | Tom Cat          |
| 父 *Hennessy 1993 栗毛                                      | 父の母Island Kitty 1976 栗毛                                | T.C. Kitten                                                 | Needlebug        |                  |
| 母 Myth 1993 鹿毛                                           | 母の父*Ogygian 1983 鹿毛                                    | Damascus                                                    | Sword Dancer     | Sword Dancer     |
| 母 Myth 1993 鹿毛                                           | 母の父*Ogygian 1983 鹿毛                                    | Damascus                                                    | Kerala           |                  |
| 母 Myth 1993 鹿毛                                           | 母の父*Ogygian 1983 鹿毛                                    | Gonfalon                                                    | Francis S.       | Francis S.       |
| 母 Myth 1993 鹿毛                                           | 母の父*Ogygian 1983 鹿毛                                    | Gonfalon                                                    | Grand Splendor   |                  |
| 母 Myth 1993 鹿毛                                           | 母の母Yarn 1987 黒鹿毛                                      | Mr. Prospector                                              | Raise a Native   | Raise a Native   |
| 母 Myth 1993 鹿毛                                           | 母の母Yarn 1987 黒鹿毛                                      | Mr. Prospector                                              | Gold Digger      |                  |
| 母 Myth 1993 鹿毛                                           | 母の母Yarn 1987 黒鹿毛                                      | Narrate                                                     | Honest Pleasure  | Honest Pleasure  |
| 母 Myth 1993 鹿毛                                           | 母の母Yarn 1987 黒鹿毛                                      | Narrate                                                     | State F-No.2-f   |                  |

### 血統背景
- 半弟、ジークエンブレム（種牡馬）[2][9][10]
- 叔父（母の半弟）、テイルオブザキャット（種牡馬）
- 叔父（母の半弟）、ミナルディ（種牡馬）
- いとこ叔父（母のいとこ）、プルピット（種牡馬）
- その他の近親はフェオラ#牝系図を参照。